# ドキドキ母娘レッスン 〜教えて♪Hなお勉強〜
『ドキドキ母娘レッスン 〜教えて♪Hなお勉強〜』（ドキドキおやこレッスン おしえて えっちなおべんきょう）（英語: Learning the Hard Way）は、TinkerBell（Cyberworks）から2006年4月14日に発売されたアダルトゲームである。
後に、同作は『人妻園 俺が人妻好きになった五本』にも収録されている。
さらに、同作は2部作構成でOVA化され、前編は2006年6月1日に、後編は2007年4月25日に、milky（MS PICTURES）から発売されている。

## ストーリー
ある日、ゼミの先輩に自分の代わりに家庭教師をして欲しいと頼まれた主人公の生田敦は、アルバイト先へ向かう。門の前に立って呼び鈴を鳴らすと、暫くしてドアが開く。顔を覗かせた大人しそうな女性は、敦を見ると訝しそうに軽く顔を傾げた。敦は自己紹介後に家庭教師として訪れたことを告げる。この日から、敦の家庭教師としての生活が始まることとなった。

## キャラクター
※担当声優はPC版 / OVA版の順。
生田 敦（いくた あつし）
声 - なし / ワンモアチャンス
本作の主人公。
先輩である一谷千鳥に家庭教師の代わりを頼まれ、引き受けることになる。
熊谷 亜里抄（くまがい ありさ）
声 - あさり☆ / 遠野そよぎ
明るく笑いの絶えない、甘えん坊な性格。活発で運動好きな一方で勉強嫌い。
以前は千鳥に懐いていたので渋々勉強していたが、敦が家庭教師になると勉強することは放棄してしまう。
熊谷 亜貴（くまがい あき）
声 - 杏露花梨 / 風華
亜里抄の母親。
行動的な娘のことではあまり口を出さないが、娘には勉強はしっかりして欲しいと思っている。
人見知りの強い性格で、自分から話し掛けることよりも人の話の聞き手になることの方が多い。
あまり人付き合いは上手くないが、家が近い佐藤那美とは仲が良い。
亜里抄との母子仲は良く、現在の生活に不満は感じていない。
ちなみに旦那とはお見合い結婚である。
佐藤 麻耶（さとう まや）
声 - 古都美琴 / 宅美RIO
礼儀正しく冷静な対応を行えるが、勉強が全てで、友達付き合いや恋愛などにもあまり興味はなく、少し冷たい所がある。
元より学年トップの成績であるにもかかわらず、無理矢理家庭教師を押し付けられる結果となったため、敦に対してはどこまでも無愛想である。
服装は全ては母親のコーディネートである。
水泳が苦手。
佐藤 那美（さとう なみ）
声 - 涼森ちさと / 海原エレナ
麻耶の母親。
人を揶揄うのが好きだが、悪気はないので、人に恨まれることもない。
自分の娘にも家庭教師をしてくれと、半ば強引に敦の了承を取り付ける。
娘と夫が共に非常に出来が良いため、殆ど手が掛からないので暇を持て余しており、揶揄い甲斐のある敦という新しい玩具を見つけて、ウキウキしている。
料理が上手。
独身時代は看護師の職に就いていた。
一谷 千鳥（ひとつや ちどり）
声 - 天天 / AYA
敦の先輩。
敦のことは、自分の代わりに頼むこともあり、かなり信頼し弟のような存在と思っている。
面倒見が良く、多くの後輩に慕われ色々と相談も持ちかけられれば親身になって聞くが、自分の悩み事は人には話さず、自力で解決しようとする独立独歩な面もある。
卒業間近であり彼氏持ちである。
敦に家庭教師の代わりを頼んできた。

## 関連商品
OVA（milky/MS PICTURES）
- ドキドキ母娘レッスン 〜教えて♪Hなお勉強〜 前編 初めての家庭教師（2006年6月1日、DMLK-7134）
- ドキドキ母娘レッスン 〜教えて♪Hなお勉強〜 後編 いつまでも家庭教師（2007年4月25日、DMLK-7196）

ライトノベル（パラダイム）
- ドキドキ母娘レッスン 〜教えて♪Hなお勉強〜（PARADIGM NOVELS 310）（2006年7月25日、著：布施はるか 、ISBN 978-4-89490-810-9）

コミック（オークス）
- ドキドキ母娘レッスン 〜教えて♪Hなお勉強〜 アンソロジーコミック（2006年7月25日、ISBN 978-4-86105-370-2）

e‐Color Comic（TMEプラス·ウィルクリエイション）
- フルカラー完全版 ドキドキ母娘レッスン 〜教えて♪Hなお勉強〜（2018年6月1日）
  - フルカラー分冊版 ドキドキ母娘レッスン 〜教えて♪Hなお勉強〜 第一話 はじめての家庭教師（2015年7月31日）
  - フルカラー分冊版 ドキドキ母娘レッスン 〜教えて♪Hなお勉強〜 第二話 はじめての家庭教師（2015年7月31日）
  - フルカラー分冊版 ドキドキ母娘レッスン 〜教えて♪Hなお勉強〜 第三話 いつまでも家庭教師（2017年11月6日）
  - フルカラー分冊版 ドキドキ母娘レッスン 〜教えて♪Hなお勉強〜 第四話 いつまでも家庭教師（2017年11月6日）

## 制作スタッフ
- プロデューサー: 旅人和弘
- 原画: すめらぎ琥珀
- シナリオ: フレーム
- 主題歌: 『ポケット』
  - 作詞・作曲 - simmy / 編曲 - Triodesign / 歌 - 真理絵

### 註釈
1. ↑  日本の法律では、いわゆる裏DVDを始めとする、性器部分にモザイク処理などの修正を加えずに性交を収録しているポルノ作品は輸入禁制品に該当する。